# جف دانیلز
جفری وارن دانیلز (به انگلیسی: Jeffrey Warren Daniels) (زادهٔ ۱۹ فوریه ۱۹۵۵) بازیگر تئاتر و سینما و نمایشنامه‌نویس آمریکایی است. او تاکنون سه بار در سال‌های ۱۹۸۶، ۱۹۸۷ و ۲۰۰۶ نامزد دریافت جایزه گلدن گلوب شده‌است.

## زندگی و حرفه
دانیلز در آتن جورجیا زاده شد و در چلسی میشیگان، جایی که پدرش رابرت لی دانیلز هنوز صاحب یک کارگاه چوب‌بری است، بزرگ شد. او تحت آموزش کلیسای متدیست پرورش یافت. دانیلز جهت تحصیل به دانشگاه مرکزی میشیگان رفت و پیش از آنکه به نیویورک منتقل شود، در برنامه‌های نمایشی آنجا شرکت داشت. او در نیویورک بازی در صحنه تئاتر را از سال ۱۹۷۹ به‌طور جدی آغاز کرد. دانیلز پس از چندی در تئاتر برادوی درخشید و جوایز بسیاری به‌دست‌آورد.

## گزیده آثار بازیگری
- رگتایم (۱۹۸۱)
- شرایط مهرورزی (۱۹۸۳)
- رز ارغوانی قاهره (۱۹۸۵)
- ماری (۱۹۸۵)
- چیزی وحشی (۱۹۸۶)
- دل‌سوختگی (۱۹۸۶)
- روزگار رادیو (۱۹۸۷)
- رقص قلبهای مهربان (۱۹۸۸)
- هراس از عنکبوت (۱۹۹۰)
- به خانه خوش آمدید (۱۹۹۰)
- زن قصاب (۱۹۹۱)
- جاشوآ چمبرلین (۱۹۹۳)
- سرعت (۱۹۹۴)
- احمق و احمق‌تر (۱۹۹۴)
- پرواز به خانه (۱۹۹۶)
- ۲ روز در دره (۱۹۹۶)
- ۱۰۱ سگ خالدار (۱۹۹۶)
- آزمون و خطا (۱۹۹۷)
- پلیزنتویل (۱۹۹۸)
- مریخی محبوب من (۱۹۹۹)
- این خشم است (۱۹۹۹)
- کار خون (۲۰۰۲)
- ساعت‌ها (۲۰۰۲)
- قهرمانان خیالی (۲۰۰۴)
- پنج نفری که در بهشت ملاقات می‌کنید (۲۰۰۴)
- ماهی مرکب و نهنگ (۲۰۰۵)
- به‌خاطر وین-دیکسی (۲۰۰۵)
- شب‌بخیر و موفق باشید (۲۰۰۵)
- آر وی (۲۰۰۶)
- بدنام (۲۰۰۶)
- مراقب (۲۰۰۷)
- بچه‌ننه (۲۰۰۷)
- خائن (۲۰۰۸)
- وضعیت (۲۰۰۹)
- جایی که می‌رویم (۲۰۰۹)
- مرد کاغذی (۲۰۰۹)
- زوزه بکش (۲۰۱۰)
- لوپر (فیلم) (۲۰۱۲)
- احمق و احمق‌تر ۲ (۲۰۱۴)
- استیو جابز (۲۰۱۵)
- مریخی (۲۰۱۵)
- مجموعه سنت‌شکن: هم‌پیمان (۲۰۱۶)
- دریافت‌کننده جاسوس بود (۲۰۱۸)
- مهمان هنرمند (۲۰۱۹)
- آدام (۲۰۲۰)

### سریال‌ها و تله فیلم‌ها
- هاوایی فایو-او (۱۹۸۰)
- تماشاخانه آمریکایی (۱۹۸۲)
- پخش زنده شنبه شب (۱۹۹۱)
- فریژر (۱۹۹۳)
- پخش زنده شنبه شب (۱۹۹۵)
- گذرگاه (۲۰۰۰)
- اتاق خبر (۲۰۱۲)
- برنامه گراهام نورتون (۲۰۱۴)
- فامیلی گای (۲۰۱۳)
- بی‌خدا (۲۰۱۷)